# Леон Морен, священник
«Леон Морен, священник» (фр. Léon Morin, prêtre) — франко-італійський фільм-драма, поставлений у 1961 році режисером Жаном-П'єром Мельвілем за однойменним романом Беатрікс Бек, який 1952 року було відзначено Гонкурівською премією.

## Синопсис
У місті, що у Французьких Альпах, за часів окупації живе Барні (Еммануель Ріва), ще не стара, але вже й не молода жінка. Вона вже втратила всяку надію зустріти людину, яка стала б для неї супутником життя. У батька її доньки були єврейські корені, і з початком окупації Барні почала за неї турбуватися, адже усі євреї у воєнний час піддавалися гонінням. Жінка вирішує охрестити доньку і відправити її до села.
Якось проходячи повз церкву вона вирішує зайти і емоційно висловити все, що думає з приводу релігії та її інститутів. Випадково вибравши священника, свою сповідь вона починає фразою: «Релігія-це опіум для народу». На диво виплеснута нею агресія не справляє очікуваного враження на молодого кюре на ім'я Леон Морен (Жан-Поль Бельмондо). Той у відповідь багато в чому погоджується з критикою Барні щодо проблем у католицькій церкві, але пропонує заглянути їй у глиб самої віри. Для Барні такий розвиток подій був шоком. Слова Леона стали заполоняти її думки, вона стала регулярно заходити до його парафії й розмовляти на теми, що її хвилюють, знаходячи його відповіді на свої запитання досить розумними. Сама особистість Морена справила на неї незабутнє враження. Сила його духу, потужна переконаність у правоті своєї віри, його скромний побут і відкритість будь-якій незнайомій людині круто змінили її свідомість. Вона встала на шлях віри…

## У ролях
| Жан-Поль Бельмондо | ···· | Леон Морен         |
| Еммануель Ріва     | ···· | Барні              |
| Ірен Тюнк          | ···· | Крістіна Сангредін |
| Ніколь Мірель      | ···· | Сабіна Леві        |
| Жизель Грімм       | ···· | Люсьєн             |
| Марко Бехар        | ···· | Едельман           |
| Моніка Берто       | ···· | Маріон             |
| Марк Ейро          | ···· |                    |
| Ніна Грегуар       | ···· |                    |
| Моніка Хеннессі    | ···· | Арлетт             |

## Знімальна група
- Режисер — Жан-П'єр Мельвіль
- Сценарист — Жан-П'єр Мельвіль
- Оператор — Анрі Деке
- Композитор — Марсіаль Солаль
- Художник — Данієль Гере
- Продюсери — Жорж де Борежар, Карло Понті

## Визнання
| Нагороди та номінації фільму «Леон Морен, священник» | Нагороди та номінації фільму «Леон Морен, священник» | Нагороди та номінації фільму «Леон Морен, священник» | Нагороди та номінації фільму «Леон Морен, священник» | Нагороди та номінації фільму «Леон Морен, священник» | Нагороди та номінації фільму «Леон Морен, священник» |
| Рік                                                  | Нагорода                                             | Категорія                                            | Номінант                                             | Результат                                            |                                                      |
| ---------------------------------------------------- | ---------------------------------------------------- | ---------------------------------------------------- | ---------------------------------------------------- | ---------------------------------------------------- | ---------------------------------------------------- |
| 1961                                                 | Венеційський кінофестиваль                           | Приз Венеції                                         | Жан-П'єр Мельвіль                                    | Перемога                                             |                                                      |
| 1963                                                 | Премія BAFTA                                         | Найкращий іноземний актор                            | Жан-Поль Бельмондо                                   | Перемога                                             |                                                      |